# Rue Charles-Chefson
La rue Charles-Chefson est un des axes principaux de Bois-Colombes.

## Situation et accès
Commençant au nord-ouest au marché des Chambards, elle marque le début de la rue Hoche. Son tracé présente ensuite la particularité de comporter un angle droit à la hauteur de l'avenue Renée. Elle rencontre parmi d'autres, la rue du 14-Juillet et l'avenue Charles-de-Gaulle.
Elle est desservie par la gare de Bois-Colombes.

## Origine du nom
Elle rend hommage à Charles Chefson (1840-1903), conseiller municipal pour le quartier de Bois-Colombes et maire adjoint du premier conseil municipal de Bois-Colombes.

## Historique

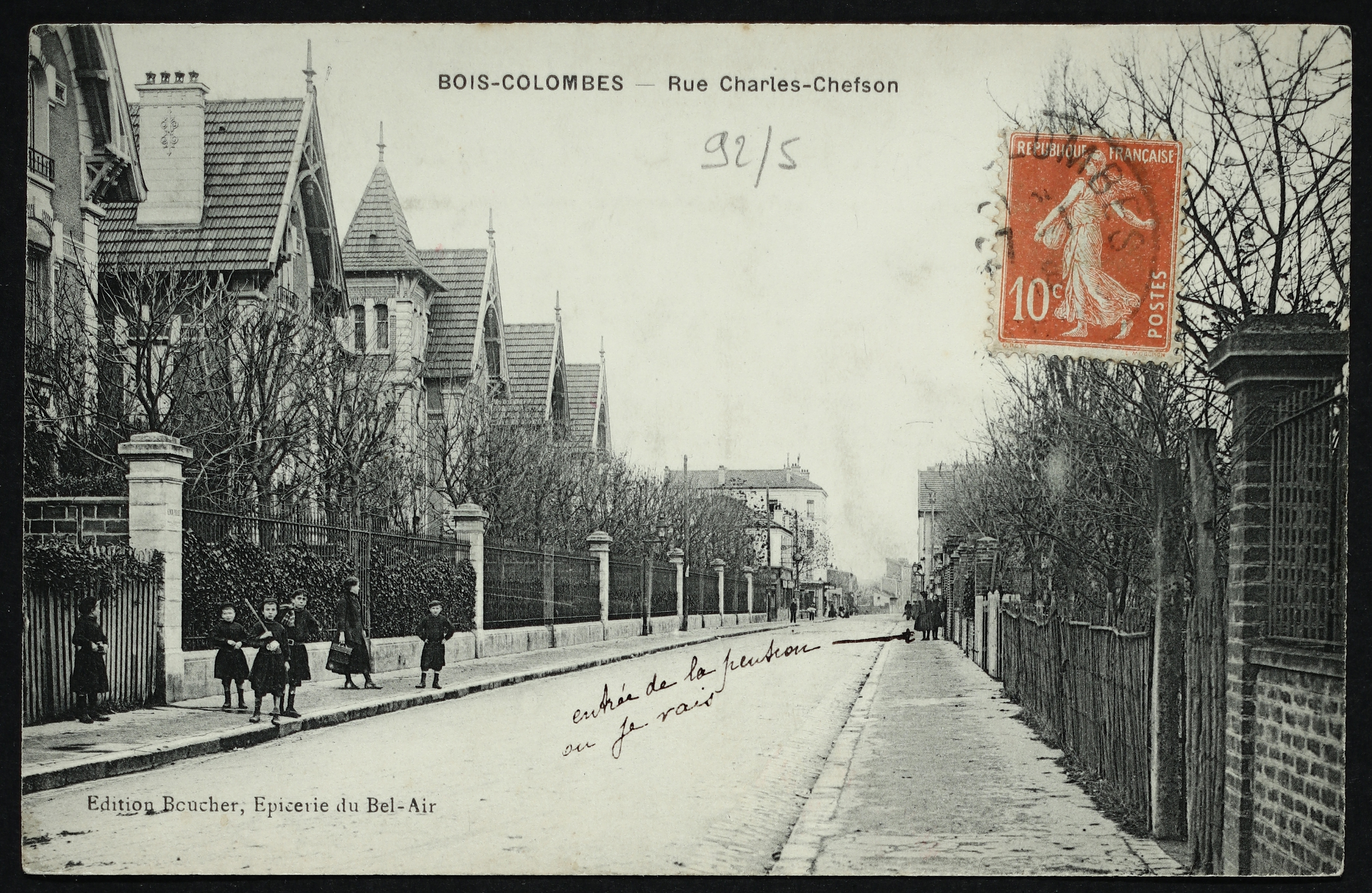
Carte postale, rue Charles-Chefson.

Le nom de cette voie, « rue des Orties », qui rappelle le passé agricole de la région, apparaît sur le plan communal de 1784. Elle prend son nom actuel le 28 mai 1905.

## Bâtiments remarquables et lieux de mémoire

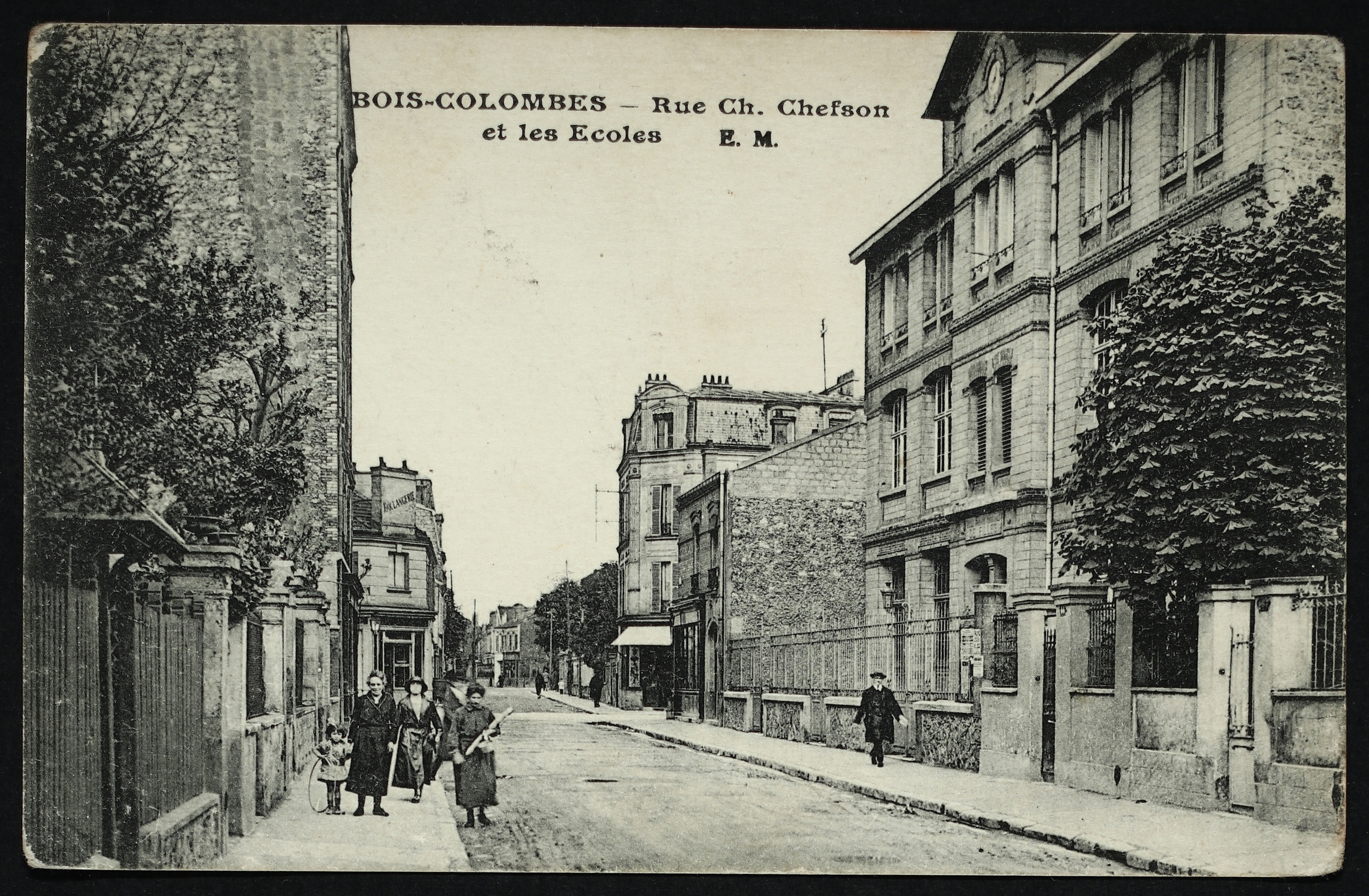
Rue Charles-Chefson et les écoles.

- Marché des Chambards, datant de 1933[2].
- Groupe scolaire Jules-Ferry, ouvert en 1901[3], auquel est adjoint en 1907 une école de filles.
- Complexe sportif Albert-Smirlian.
- Au no 70 se trouvait la ferme des Orties, encore en activité en 1910.